# Башкале
Башкале (тур. Başkale, арм. Ադամակերտ Адамакерт, курд. Elbak) — город и район в 78-80 км от озера Ван на берегу реки Большой Заб (левый приток Тигра). Находится на востоке Турции в иле Ван. Высота над уровнем моря — 2250 м.

## История
В древности Адамакерт был центром гавара Албак Великий области Васпуракан Великой Армении, был вотчиной Арцрунидов. Упоминался в трудах Мовсеса Хоренаци, Лазаря Парпеци, Товмы Арцруни и др.
Входил в состав Васпураканского царства. Расцвет города пришёлся на средние века, уже в XIX-XX веках Адамакерт мало отличался по развитию от окрестных поселений. Население города состояло из армян, курдов, турок и греков.
Во время Первой мировой войны был местом ряда сражений. 19 ноября 1914 года был взят русскими войсками. На тот момент в городе насчитывалось 600 дворов, из которых: 36% армянских, 33% курдских и 31% еврейских. Под защитой  русских войск, спасаясь от резни, армянское население Адамакерта и окрестностей (составлявшее 10 тысяч человек) переселилось в Закавказье.

## Галерея

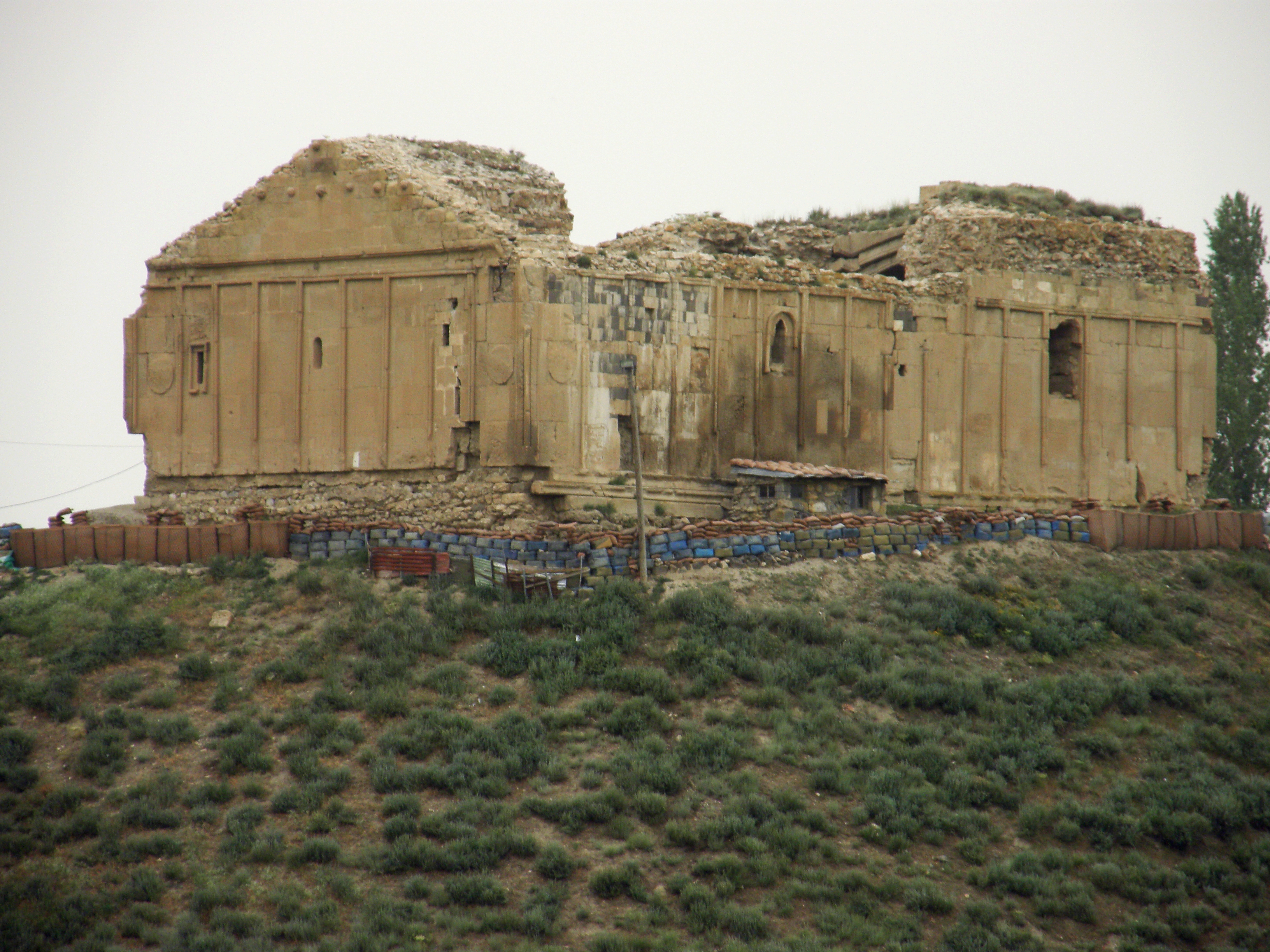
монастырь св. Варфоломея современное состояние
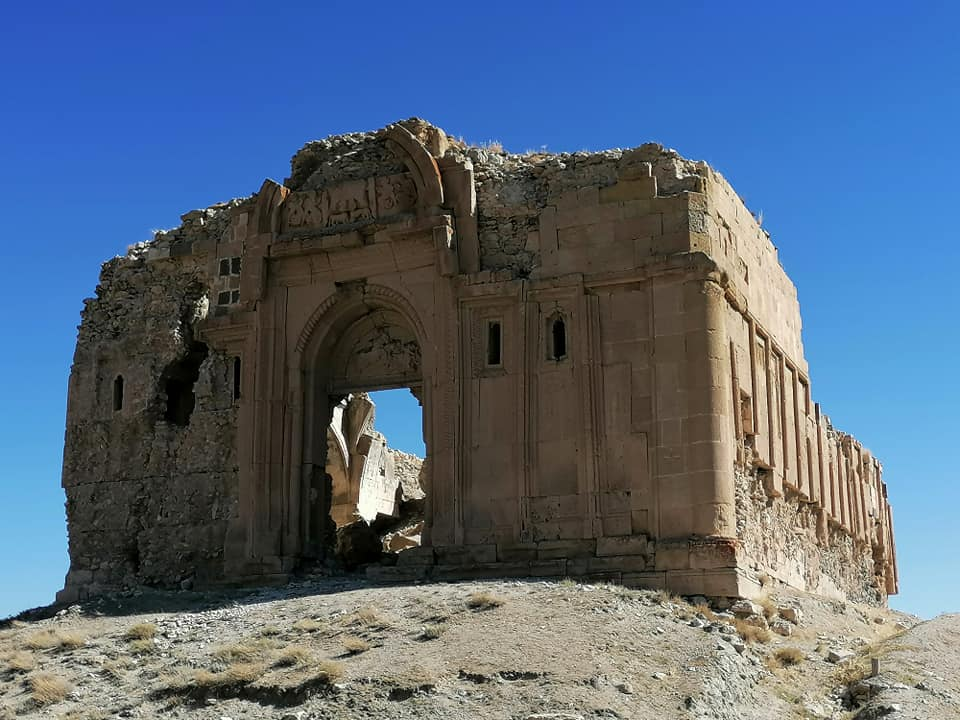
монастырь св. Варфоломея современное состояние
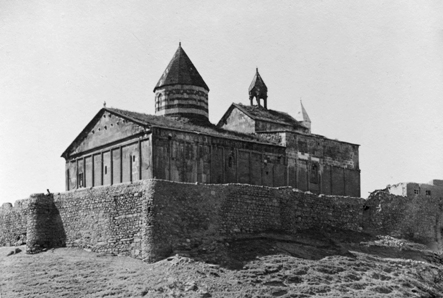
монастырь св. Варфоломея до геноцида армян
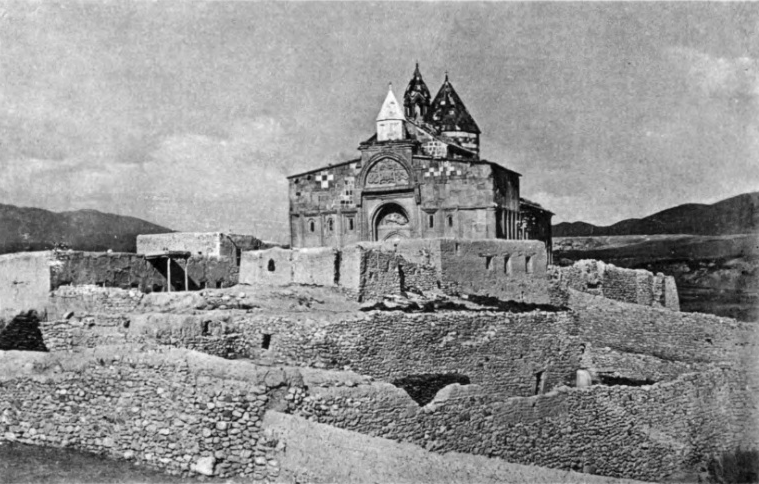